# Liparis (botanica)
Liparis Rich., 1817 è un genere di piante spermatofite monocotiledoni appartenenti alla famiglia delle Orchidacee, dall'aspetto di piccole erbacee perenni dalla delicata infiorescenza racemosa.

## Etimologia
Il nome del genere (Liparis) è latino e deriva dal greco liparos ( λιπαρός) che significa "grasso, sontuoso o brillante". Questo nome fa riferimento alla consistenza (al tatto) delle foglie di queste piante: si presentano quasi oleose e lucenti.

## Descrizione

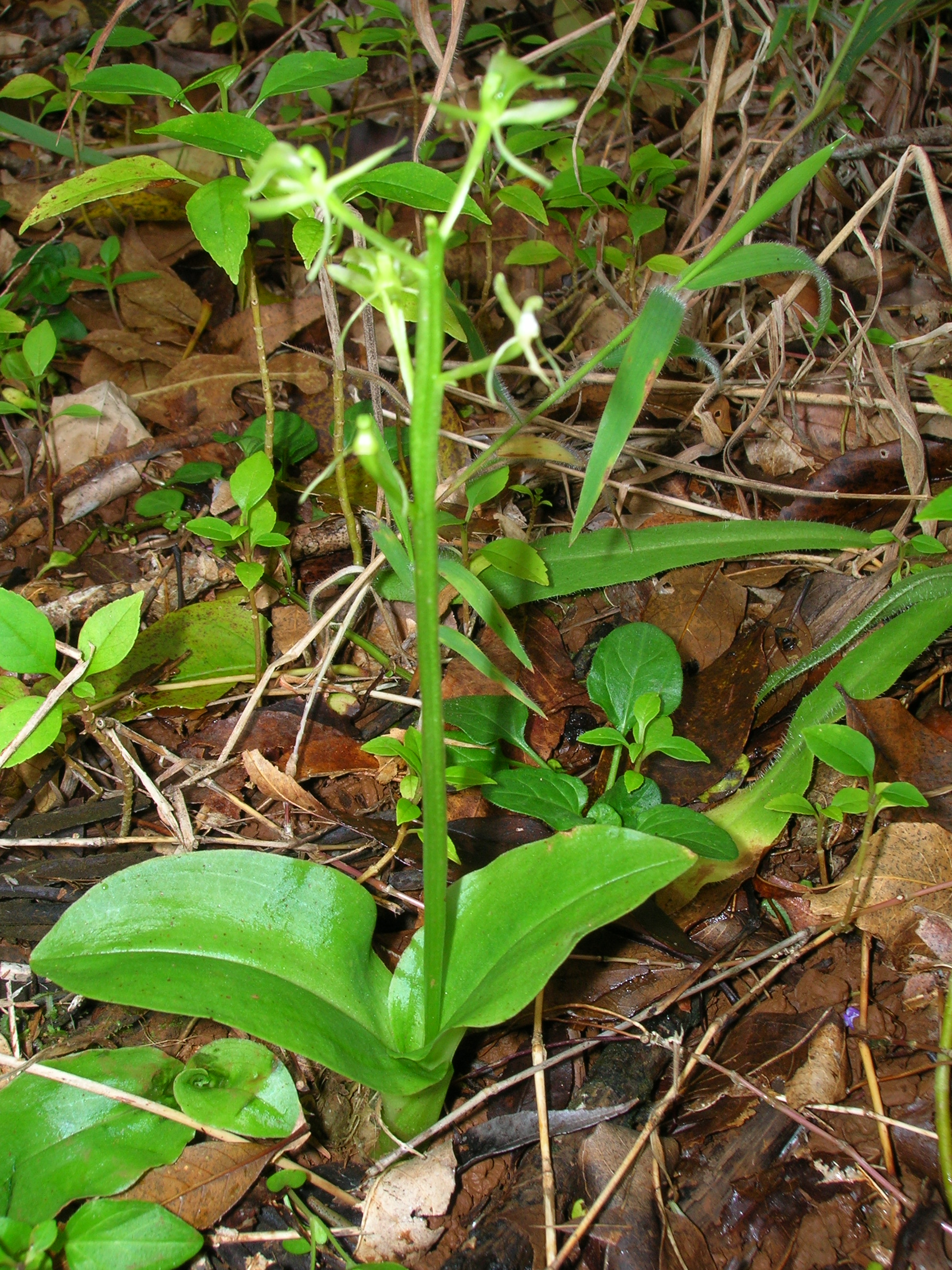
Il portamento (Liparis hawaiensis)

I dati morfologici si riferiscono soprattutto alle specie europee e in particolare a quelle spontanee italiane.
La forma biologica prevalente è geofita rizomatosa (G rhiz), ossia sono piante perenni erbacee che portano le gemme in posizione sotterranea. Durante la stagione avversa non presentano organi aerei e le gemme si trovano in organi sotterranei chiamati rizomi; dei fusti sotterranei dai quali, ogni anno, si dipartono radici e fusti aerei. Le orchidee "Liparide" appartengono sia al tipo di piante epifite in quanto si sviluppano ad esempio su tappeti di muschi e sfagni o nelle torbiere, ma anche alla categoria di orchidee propriamente terrestri (sono la maggioranza).

### Radici
Le radici sono secondarie e quasi sempre sottili e fibrose.

### Fusto
- Parte ipogea: la parte sotterranea del fusto può essere (secondo la specie) bulbosa o fibrosa. Tipicamente sono presenti due pseudobulbi; quello dell'anno precedente è avvolto nelle vecchie foglie basali. Questa parte è collegata al fusto aereo da un breve rizoma.
- Parte epigea: la parte aerea normalmente è semplice e glabra. Alla base può essere tunicata (ricoperta dalle foglie inferiori ridotte a guaine).

### Foglie
Le foglie sono poche (da 2 a 7 al massimo) in prevalenza basali a forma lanceolata-spatolata con apice appuntito e abbraccianti il fusto nella parte basale. Sono provviste di molte nervature parallele. Le foglie inferiori sono ridotte a delle squame mentre quelle superiori (cauline) sono bratteiformi. Le foglie principali di alcune specie sono provviste di costolature.

### Infiorescenza

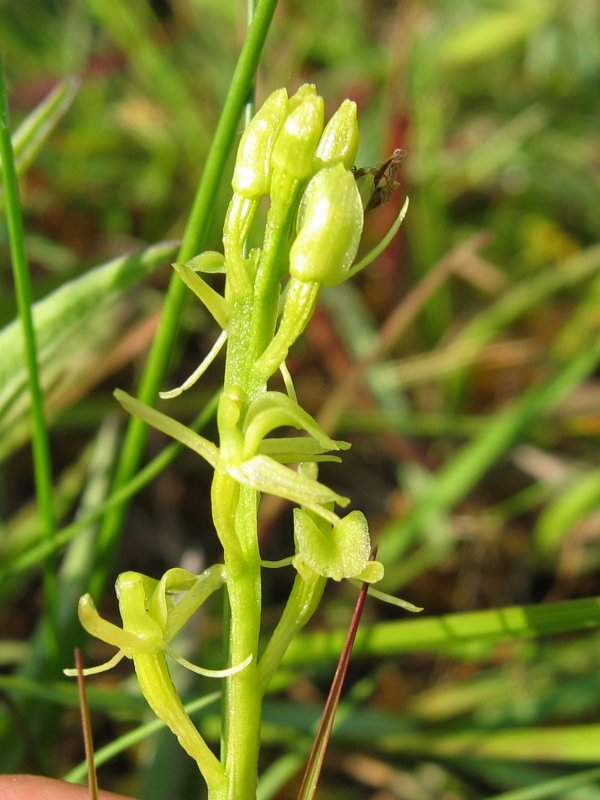
Infiorescenza (Liparis loeselii)

Le infiorescenze sono dei racemo terminali, di tipo spiciforme, sia lassi che multiflora (da 3 a 40 fiori). I fiori generalmente partono all'ascella di brattee squamiformi con un breve pedicello glabro. I fiori sono resupinati, ruotati sottosopra tramite torsione dell'ovario; in questo caso il labello è volto in basso. Il colore dei fiori è vario: marrone, viola, verde, giallo, rosso, arancio o combinazioni di questi.

### Fiore
I fiori sono ermafroditi ed irregolarmente zigomorfi, pentaciclici (perigonio a 2 verticilli di tepali, 2 verticilli di stami (di cui uno solo fertile – essendo l'altro atrofizzato), 1 verticillo dello stilo).
- Formula fiorale: per queste piante viene indicata la seguente formula fiorale:

P 3+3, [A 1, G (3)]
- Perigonio: il perigonio è composto da 2 verticilli con 3 tepali (o segmenti) ciascuno (3 interni e 3 esterni). I segmenti esterni sono a disposizione patente, sono incurvati ed hanno una forma strettamente lanceolata. Quello dorsale è più grande degli altri e incurvato tipo cappuccio. Nel secondo verticillo (interno) il tepalo centrale (chiamato “labello”) è molto diverso rispetto agli altri due laterali che sono simili a quelli esterni ma in media più stretti.
- Labello: il labello (semplice – non formato da due parti distinte) è il tepalo centrale più interno. Ha una forma più ovata rispetto agli altri tepali. I margini possono essere increspati e rialzati. Al suo interno si trovano gli organi di riproduzione (il ginostemio). Il labello delle specie di questo genere è privo di sperone.
- Ginostemio: lo stame con le rispettive antere (in realtà si tratta di una sola antera fertile biloculare gialla o verde) è concresciuto con lo stilo e forma una specie di organo colonnare chiamato ginostemio[4]. Nelle “liparidi” questo organo è trilobato, sottile e allungato; le antere sono a quattro pollinii (il polline è conglutinato in masse cerose e incoerenti). L'ovario è leggermente contorto, è infero e sessile, ed è formato da tre carpelli fusi insieme.

### Frutti
Il frutto è una capsula pedicellata con diverse coste (3 o 6) e deiscente per alcune di queste.  La capsula può essere alata ed è glabra. Al suo interno sono contenuti numerosi minutissimi semi piatti. Questi semi sono privi di endosperma e gli embrioni contenuti in essi sono poco differenziati in quanto formati da poche cellule. Queste piante vivono in stretta simbiosi con micorrize endotrofiche, questo significa che i semi possono svilupparsi solamente dopo essere infettati dalle spore di funghi micorrizici (infestazione di ife fungine). Questo meccanismo è necessario in quanto i semi da soli hanno poche sostanze di riserva per una germinazione in proprio.

## Biologia
La riproduzione di questa pianta avviene in due modi: 
- per via sessuata grazie all'impollinazione degli insetti pronubi; ma la germinazione dei semi è condizionata dalla presenza di funghi specifici (i semi sono privi di albume – vedi sopra). È possibile anche l'autoimpollinazione.
- per via vegetativa in quanto il rizoma possiede la funzione vegetativa per cui può emettere gemme avventizie capaci di generare nuovi individui.

## Distribuzione e habitat
La maggioranza di queste orchidee sono diffuse nei climi tropicali come quelli delle Indie Orientali, dei paesi Cino-meridionali e delle Filippine; dall'altra parte del globo si trovano in Brasile e nelle Indie Occidentali.
In Europa e in Italia è presente solamente la specie Liparis loeselii (L.) Rich., specie considerata prossima alla minaccia di estinzione.

## Tassonomia
Il genere Liparis comprende oltre 400 specie sia epifite che terrestri.
Alcuni Autori suddividono il genere in sezioni, alcune delle quali sono elencate qui di seguito:
- Sect. Aphyllum G. Romero & Garay (1999)
- Sect. Decumbentes Garay & G. Romero (1999)
- Sect. Distichae (Ridl.) Seidenf. ex Aver. (1994)
- Sect. Tipuloidea (Ridl.) Garay & Romero (1999)

### Generi simili
Relativamente ai soli generi delle specie spontanee del territorio italiano si possono individuare tre generi le cui specie sono abbastanza simili tra di loro (fusti con poche foglie, infiorescenze poco appariscenti perlopiù colorate di verde e con fiori piccoli):
- Listera R.Br. in W.T.Aiton (1813) - Listera
- Corallorhiza Gagnebin (1755) - Coralloriza
- Malaxis Sol. ex Sw. (1778) - Microstile

## Usi

### Giardinaggio
L'unico uso che viene fatto di queste orchidee è nel giardinaggio, sia per i fiori (anche se in genere sono poco significativi), sia per la bellezza e varietà delle foglie di alcune specie. In Europa questa coltivazione può essere fatta solamente con l'ausilio di serre riscaldate in quanto la maggioranza di queste piante non sopportano i climi invernali europei troppo freddi.  La coltivazione delle specie tropicali richiede infatti una temperatura invernale di almeno 13 °C con atmosfera umida e frequenti annaffiature. Tra le specie di questo genere si distingue ovviamente Liparis loeselii che può essere coltivata in giardino in un clima umido e fresco, preferibilmente in una posizione ombreggiata e vicino ad un corso d'acqua.
Le prime importazioni, dalle zone tropicali, di queste piante, si hanno nei primi decenni dell'Ottocento.
Attualmente tra le specie più impiegate nel giardinaggio vi è Liparis atropurpurea Lindl., 1830, originaria dell'isola di Sri Lanka e apprezzata per i suoi fiori colorati di violaceo.